# Uuno Varjo
Uuno Johan Varjo (till 1934 Wahrman), född 7 mars 1921 i Lappvesi, Karelen, död 19 februari 1987 i Uleåborg, var en finländsk geograf.
Varjo, som var son till stationsmästare Lennart Johan Varjo (Wahrman) och Helena Vesterinen, blev student 1942, filosofie kandidat 1953, filosofie magister 1954, filosofie licentiat 1956, filosofie doktor 1959 och docent samma år. Han var assistent vid Åbo universitet 1953–1957, tillförordnad biträdande professor 1958, assistent 1959, tillförordnad professor vid Uleåborgs universitet 1960 och professor där från 1961. 
Varjo var sekreterare i studentkåren vid Åbo universitet 1948–1950, ordförande 1953–1955 och inspektor för studentkåren vid Uleåborgs universitet 1959–1961. Han var ordförande i Nordfinska geografiska föreningen från 1963 och i samhällsplaneringsrådet i Nord-Österbottens landskapsförbund från 1965. Han var arbetande ledamot av Geografiska sällskapet i Finland sedan 1956.